# Röttingen
Röttingen är en stad i Landkreis Würzburg i Regierungsbezirk Unterfranken i förbundslandet Bayern i Tyskland.
Staden ingår i kommunalförbundet Röttingen tillsammans med kommunerna Bieberehren, Riedenheim och Tauberrettersheim.